# Faisal bin Turki
Faisal bin Turki (Arabisch: فيصل بن تركي) (Bombay, 8 juni 1864 - Muscat, 4 oktober 1913) was sultan van Muscat en Oman van 4 juni 1888 tot 4 oktober 1913. Hij volgde zijn vader Turki bin Said op, en werd  na zijn dood in 1913 opgevolgd door zijn oudste zoon Taimur bin Faisal.

## Biografie
Nadat hij in 1888 aan de macht was gekomen merkte Faisal bin Turki dat zijn binnenlandse autoriteit geleidelijk verzwakte, omdat stamleiders zijn afhankelijkheid van Britse adviseurs steeds meer als een inherente zwakte zagen. Hij verleende de Fransen faciliteiten voor hun vloot in Bandar Jissah bij Muscat, maar de Britten die tegen elke groei van de Franse aanwezigheid waren in wat ze als hun invloedssfeer beschouwden, stelden hem in 1899 een ultimatum. Faisal bin Turki gaf toe waarna zijn autoriteit onomkeerbaar beschadigd was. In mei 1913 werd Salim ibn Rashid al Kharusi gekozen tot imam in Tanuf wat leidde tot een opstand tegen de sultan. 
Na de dood van Faisal werd hij opgevolgd door zijn tweede zoon, Taimur bin Faisal. Sultan Haitham van Oman is een directe afstammeling van Faisal bin Turki.

## Kinderen
Faisal Bin Turki had 24 kinderen:
1. Sayyid Badran bin Faisal Al-Sa'id
2. Sultan Taimur bin Faisal Al-Sa'id
3. Sayyid Nadir bin Faisal Al-Sa'id
4. Sayyid Muhammad bin Faisal Al-Sa'id
5. Sayyid Hamad bin Faisal Al-Sa'id
6. Sayyid Hamud bin Faisal Al-Sa'id
7. Sayyid Salim bin Faisal Al-Sa'id
8. Sayyid Ali bin Faisal Al-Sa'id
9. Sayyid Malik bin Faisal Al-Sa'id
10. Sayyid Shihab bin Faisal Al-Sa'id
11. Sayyid Abbas bin Faisal Al-Sa'id
12. Sayyid Matar bin Faisal Al-Sa'id
13. Sayyida… bint Faisal Al-Sa'id
14. Sayyida Burda bint Faisal Al-Sa'id
15. Sayyida Rahma bint Faisal Al-Sa'id
16. Sayyida Ruma bint Faisal Al-Sa'id
17. Sayyida Taimura bint Faisal Al-Sa'id
18. Sayyida Aliya bint Faisal Al-Sa'id
19. Sayyida Walyam bint Faisal Al-Sa'id
20. Sayyida Shatu 'bint Faisal Al-Sa'id
21. Sayyida Saraya bint Faisal Al-Sa'id
22. Sayyida Taimura bint Faisal Al-Sa'id
23. Sayyida Shirin bint Faisal Al-Sa'id
24. Sayyida Shuruqa bint Faisal Al-Sa'id